# Глинянка (Ковельський район)
Глиня́нка — село в Україні, у Вишнівській сільській громаді Ковельського району Волинської області. Населення становить 227 осіб.

## Географія
На північній стороні від села бере початок річка Плиска, ліва притока Вижівки.

## Історія
У 1906 році Заглинки, село Олеської волості Володимир-Волинського повіту Волинської губернії. Відстань від повітового міста 43  версти, від волості 4. Дворів 86, мешканців 524.
До 23 грудня 2016 року село підпорядковувалось Олеській сільській раді Любомльського району Волинської області.

## Населення
Згідно з переписом УРСР 1989 року чисельність наявного населення села становила 257 осіб, з яких 115 чоловіків та 142 жінки.
За переписом населення України 2001 року в селі мешкали 224 особи.

### Мова
Розподіл населення за рідною мовою за даними перепису 2001 року:
| Мова       | Відсоток |
| ---------- | -------- |
| українська | 99,12 %  |
| російська  | 0,88 %   |